# Margarida de Durazzo
Margarida de Durazzo (em italiano:  Margherita di Durazzo; Nápoles, 28 de julho de 1347 — Acquamela, 6 de agosto de 1412) foi Rainha de Nápoles e Hungria e Princesa de Acaia como a esposa de Carlos III de Nápoles. Ela foi regente de Nápoles de 1386 até 1393 durante a menoridade de seu filho Ladislau de Nápoles.

## Vida
Ela era a quarta filha de Carlos, duque de Durazzo (1323-1348) e Maria da Calábria, mas a única a ter filhos; sua legítima linha de descendência, assim como a centenária Casa Capetiana de Anjou, terminaram com sua filha.
Em fevereiro de 1369, Margarida casou-se com seu primo paterno Carlos de Durazzo. Ele era filho de Luís de Durazzo, outro filho de João, duque de Durazzo e sua segunda esposa Agnes de Périgord . A noiva tinha vinte e dois anos e o noivo vinte e quatro.

### Rainha
Carlos conseguiu depor sua tia materna, a rainha Joana I de Nápoles em 1382. Ele a sucedeu e Margarida tornou-se sua rainha consorte. Carlos sucedeu Tiago de Baux como Príncipe da Acaia em 1383, com Margarida ainda como sua consorte.
Ao se tornar o homem mais velho da  familia Angevin, Carlos recebeu em oferta a coroa da Hungria. Margarida não apoiou a ideia de depor a rainha Maria da Hungria e desencorajou o marido a fazê-lo. No entanto, ele depôs com sucesso Maria em dezembro de 1385 e foi coroado. Ela era filha de seu falecido primo Luís I da Hungria e Isabel da Bósnia . No entanto, a mãe de Maria, Isabel, organizou seu assassinato em Visegrád em 24 de fevereiro de 1386.

### Regente
Nesse meio tempo, as relações com o papa Urbano VI tornaram-se tensas, pois ele suspeitava que Carlos estava conspirando contra ele. Em janeiro de 1385, ele teve seis cardeais presos e um, sob tortura, revelou a conjura de Carlos. Assim, ele excomungou Carlos, sua esposa Margarida, e fez uma interdição sobre o Reino de Nápoles.
Margarida tornou-se uma rainha viúva e regente de Nápoles como guardiã de seu filho menor de 1386 até 1393. Ela sobreviveu ao marido por vinte e seis anos, mas nunca se casou novamente. Seu filho Ladislau sucedeu ao trono do Reino de Nápoles, enquanto Maria da Hungria foi restaurada ao seu trono. Margarida insistiu que a morte do marido fosse vingada e Isabel foi assassinada. As cabeças de seus defensores foram enviadas para consolá-la.
O papa Bonifácio IX e Margarida chegaram a um acordo de paz, sua excomunhão foi retirada e, com a ajuda do cardeal Angelo Acciaioli, Margarida pôde continuar a servir como regente até julho de 1393.

### Últimos anos
Nos últimos anos de sua vida, a rainha viúva retirou-se primeiro para Salerno e depois para Acquamela, onde morreu de peste, em 1412. Ela se tornou uma católica devota e membro de uma Terceira Ordem Franciscana em seus últimos anos e pediu para ser enterrada como tal; ela foi enterrada em hábito branco na Catedral de Salerno.